# Валентин Барбу
Валентин Барбу (рум. Valentin Barbu; 15 травня 1969) — румунський боксер, призер чемпіонату Європи.

## Спортивна кар'єра
1991 року Валентин Барбу став переможцем турніру Странджа. На чемпіонаті Європи 1991 він здобув дві перемоги і поступився у півфіналі Маріо Лоху (Німеччина), задовольнившись бронзовою медаллю.
На Олімпійських іграх 1992 Барбу, здобувши дві перемоги над Мохамедом Хаюном з Алжиру та японцем Тадахіро Сасакі, у чвертьфіналі програв Яну Квасту (Німеччина) — 7-15 і вибув з боротьби за нагороди.